# Otakar Vávra
Otakar Vávra (Hradec Králové, 28 de fevereiro de 1911 – Praga, 15 de setembro de 2011) foi um diretor de cinema, roteirista e pedagogo tcheco. Ele nasceu em Hradec Králové, Áustria-Hungria, hoje parte da República Tcheca.

## Biografia e carreira
Vávra frequentou universidades em Brno e Praga, onde estudou arquitetura. Entre 1929 e 1930, ainda um estudante, ele participou da criação de muitos documentários e escreveu roteiros de filmes. Em 1931, ele produziu o filme experimental Světlo proniká tmou. Em 1937, dirigiu seu primeiro filme, Filosofská historie, filme baseado no romance de Alois Jirásek.
Em 1938, ele dirigiu seu primeiro longa-metragem, Cech panen Kutnohorských, estrelando Zdeněk Štěpánek, Adina Mandlová e Zorka Janů. O filme foi aclamado pelos críticos americanos por "uma direção de primeira categoria, uma narração picante e um esforço de produção bem-elaborado", ainda que tenha sofrido certos cortes por ser considerado muito "obsceno" pela censura americana.  Janů também atuou nos filmes de Vávra Podvod s Rubensem e Pacientka Dr. Hegela,  ambos de 1940. A irmã de Janů e atriz tcheca Lída Baarová estrelou nos filmes de Vávra Panenství (1937), Maskovaná milenka (1939), Dívka v modrém (1939), e Turbína (1941).
Depois de os comunistas tomarem o poder em 1948, Vávra se adaptou rapidamente ao novo clima político e produziu filmes louvando o regime corrente e apoiando a nova interpretação oficial do passado.
Na década de 1950, ele produziu a Trilogia Hussita, uma de suas obras mais famosas, consistindo de Jan Hus (1954), Jan Žižka (1955) e Proti všem (1957).
Quando o governo se tornou mais liberal na década de 1960, o cinema de Vávra entrou em seu período mais prolífico, produzindo Zlatá reneta (1965), Romance pro křídlovku (1966), Kladivo na čarodějnice (1969) e, mais tarde, Komediant (1984). Seu filme de 1967 Romance pro křídlovku entrou no 5.º Festival Internacional de Cinema de Moscou, onde ganhou o Prêmio Especial de Prata.
Na década de 1970, Vávra produziu sua Trilogia da Guerra consistindo dos filmes semidocumentais Dny zrady, Sokolovo e Osvobození Prahy, todos sendo profundamente influenciados pela propaganda comunista. O filme Dny zrady entrou no 8.º Festival Internacional de Cinema de Moscou, onde ganhou um Diploma. Em 1979 ele foi membro do júri no 11.º Festival Internacional de Cinema de Moscou.
Quando os comunistas caíram do poder em 1989, os subsídios do estado para a indústria cinematográfica foram retirados e os planos de Vávra para uma epopeia histórica intitulada de Evropa tančila valčík tiveram que ser gradativamente diminuídos.
Na década de 1950, Otakar Vávra, junto com um grupo de colegas cineastas tchecos, estabeleceu a Faculdade de Cinema da Academia de Artes Performáticas em Praga (Filmová Akademia muzických umění ou FAMU), onde ele ensinou por mais de cinco décadas. Entre seus estudantes estiveram alguns diretores da "Nova Onda Tcheca" de filmes, incluindo o futuro ganhador do Oscar Miloš Forman (One Flew Over the Cuckoo's Nest, Amadeus).

## Crítica
A longa carreira de Otakar Vávra como cineasta, da década de 1930 à decada de 1990, foi um perfeito exemplo da tradição do cinema da Europa Central. Esta tradição terminou na Alemanha e na Áustria com o fim da Segunda Guerra Mundial e terminou na República Tcheca após a Queda do Muro de Berlim em 1989. Por volta dessa época, Vávra começou sou autobiografia Podivný život režiséra, que concluiu com "...e agora eu espero pelo fim. O meu fim."
Otakar Vávra é frequentemente chamado de "pai do cinema tcheco". Em 2001, ele foi premiado com o Leão Tcheco (Český lev) por sua contribuição vitalícia à cultura tcheca. Em 2004, ele recebeu a Medalha de Mérito (Medaile za zásluhy) presidencial.
Os críticos de Vávra apontam para sua disposição em acomodar o regime comunista. Em um artigo de 2003 ("Playing the Villain", The Globe and Mail, 15 de maio de 2003) sobre seu filme documentário Hitler e Eu que ele filmou em Praga, David Cherniack descreveu o seguinte encontro com seu antigo Professor Principal da FAMU:
Tendo vivido em um estado policial por quatro anos e visto as difíceis escolhas que as pessoas faziam entre fins e meios, eu decidi entrevistar meu professor principal da academia, o Artista Nacional Otakar Vávra. Agora com 92 anos, mas ainda afiado, Vávra fez 50 longa-metragens sob todos os regimes a partir da década de 1930, incluindo sob os sete anos de ocupação nazi. Embora ele sustente que estava servindo seus filmes e o público fazendo o mínimo necessário para cooperar, outros têm a visão de que ele estava servindo a si mesmo. Os filmes que eu vi dele tendem a ser lições de história bastante didáticas.

Eu o encontrei no Restaurante do Anfiteatro onde ele almoça todos os dias e ainda realiza negócios. Por trás do intelecto estridente e afiado que ainda lhe é muito presente, eu senti um homem velho triste e isolado, que sente que deveria estar curtindo a bajulação de seu país e não sendo ignorado como ele está. Meu próprio Fritz Gerlich (um jornalista católico executado em Dachau durante a Noite das Facas Longas) foi nosso professor assistente, o diretor da Nova Onda Tcheca, Evald Schorm. Ao contrário de Vávra, ele se recusou a assinar um papel concordando com a ocupação de 1968 pelo Pacto de Varsóvia. Schorm foi para o seu próprio Dachau. Ele foi forçado a deixar a escola e o cinema e a dirigir óperas em Brno. Um dos atores tchecos no cenário me diz que ele morreu como um homem amargurado pouco antes da Revolução de Veludo. A realidade é sempre mais complexa do que as histórias que nós contamos sobre ela.
O filme de Vávra Krakatit (1948) é baseado no romance homônimo de Karel Čapek e contém uma forte mensagem anti-guerra. Ele se centra em um inventor de explosivos que tenta manter sua invenção escondida daqueles que querem usá-la para dominar o mundo. O filme original em preto-e-branco foi seguido por uma refilmagem colorida de 1980, Temné slunce, que traz o enredo para a era moderna. A última versão é geralmente vista como um dos menores esforços de Vávra.
A obra mais aclamada de Otakar Vávra é amplamente considerada como sendo Romance pro křídlovku (1966). Este filme em preto-e-branco é baseado em um poema do poeta tcheco František Hrubín e concerne em um malfadado romance de verão entre dois jovens amantes de diferentes contextos.

## Filmografia
- 1931 Světlo proniká tmou
- 1934 Žijeme v Praze
- 1935 Listopad
- 1937 Panenství
- 1937 Filosofská historie
- 1938 Na 100%
- 1939 Kouzelný dům
- 1939 Velbloud uchem jehly
- 1938 Cech panen kutnohorských
- 1939 Humoreska
- 1940 Pohádka máje
- 1940 Podvod s Rubensem
- 1940 Pacientka Dr. Hegla
- 1940 Maskovaná milenka
- 1940 Dívka v modrém
- 1941 Turbina
- 1942 Přijdu hned
- 1942 Okouzlená
- 1943 Šťastnou cestu
- 1945 Vlast vítá
- 1945 Rozina sebranec
- 1946 Nezbedný bakalář
- 1946 Cesta k barikádám
- 1947 Předtucha
- 1948 Krakatit
- 1949 Němá barikáda
- 1949 Láska
- 1953 Nástup
- 1954 Jan Hus
- 1955 Jan Žižka
- 1957 Proti všem
- 1958 Občan Brych
- 1959 První parta
- 1960 Srpnová neděle
- 1960 Policejní hodina
- 1961 Noční host
- 1962 Horoucí srdce
- 1965 Zlatá reneta
- 1967 Romance pro křídlovku
- 1968 Třináctá komnata
- 1969/1970 Kladivo na čarodějnice
- 1973 Dny zrady
- 1974 Sokolovo
- 1976 Osvobození Prahy
- 1977 Příběh lásky a cti
- 1980 Temné slunce
- 1983 Putování Jana Ámose
- 1984 Komediant (film)|Komediant
- 1985 Veronika
- 1985 Oldřich a Božena
- 1989 Evropa tančila valčík
- 2003 Moje Praha